# Нестеров, Яков Степанович
Яков Степанович Нестеров (23 марта 1915—8 мая 2006) — советский учёный, селекционер-плодовод, доктор сельскохозяйственных наук, профессор, член-корреспондент Всесоюзной академии сельскохозяйственных наук имени В. И. Ленина (ВАСХНИЛ).

## Биография
Родился в д. Починки Темниковского уезда Тамбовской губернии (ныне — Вознесенский район Нижегородской области).
В 1940 году окончил Плодоовощной институт им. И. В. Мичурина (ныне — Мичуринский государственный аграрный университет).
Воевал на фронтах Великой Отечественной войны. В первые дни войны командовал батареей артиллерийского полка на Юго-Западном фронте. Позднее командовал батареей 152-мм орудий в составе 16-й артиллерийской Кировоградской Краснознаменной Ордена Суворова дивизии прорыва РВГК.
Участвовал в освобождении от фашистских захватчиков Белгорода, Харькова, Кировограда и других городов Украины, а также Румынии и Венгрии. Закончил войну в чине капитана.
После демобилизации поступил в аспирантуру Всесоюзного НИИ растениеводства (ВИР). После её окончания работал на Майкопской опытной станции ВИРа, где в 1949—1957 годах занимал должность заведующего лабораторией плодовых культур.
В 1958 году назначен проректором по научной и учебной работе Плодоовощного института им. И. В. Мичурина, г. Мичуринск. Преподавал в ранге профессора кафедры селекции.
С 1965 по 1971 год — директор Центральной генетической лаборатории им. И. В. Мичурина (ныне —Всероссийский научно-исследовательский институт генетики и селекции плодовых растений им. И. В. Мичурина).
С 1972 по 1979 год — заместитель директора по научной работе Всероссийского института растениеводства имени Н. И. Вавилова (ВИР), г. Ленинград.
В 1980—1988 годах — заведующим отделом плодовых культур ВИР.
С 1989 по 1999 год — ведущий научный сотрудник-консультант ВИР.
В 1963 году Я. С. Нестерову была присуждена учёная степень доктора сельскохозяйственных наук, а в 1964 году — присвоено учёное звание профессора.
Был избран членом-корреспондентом Всесоюзной академии сельскохозяйственных наук имени В. И. Ленина (ВАСХНИЛ).
Я. С. Нестеров — крупный специалист в области селекции ягодных, плодовых, семечковых культур (яблоня). Занимался вопросам биологии, сортоизучения, селекции и физиологии. Изучал биологию роста, цветения и плодоношения плодовых культур, прежде всего яблони.
Из коллекции ВИР выделил для производства и селекции свыше 120 сортов яблони.
Является соавтором создания 14 новых сортов, в том числе районированных сортов яблони
Зимнее МосВИР и груши Памяти Яковлева.
Разработал методические рекомендации по сортоизучению и селекции плодовых культур.
Опубликовал около 300 научных трудов, в том числе более 20 книг и брошюр.

## Награды
Награждён орденом «Отечественной войны» I степени, двумя орденами «Отечественной войны» II степени, орденом «Красной Звезды», орденом «Трудового Красного Знамени».

## Избранные труды
- Плодово-ягодные и декоративные культуры / отв. ред. Я. С. Нестеров. — Л.: ВИР, 1982. — 77 с. — (Бюллетень Всесоюзного научно-исследовательского института растениеводства им. Н. И. Вавилова / Всесоюз. акад. с.-х. наук им. В. И. Ленина; вып. 126).
- Нестеров Я. С. Яблоня. — Л.: Колос, 1983. — 96 с. — (Библиотечка садовода).
- Нестеров Я. С.и др. Золотой фонд сортов: плодовые. — СПб.: Агропромиздат, 1995. — 96 с.